# Aleksandar Popović (homme politique)
Pour les articles homonymes, voir Aleksandar Popović.
Aleksandar Popović (en serbe cyrillique : Александар Поповић ; né en 1971 à Belgrade) est un homme politique serbe. Vice-président du Parti démocratique de Serbie, il a été ministre de la Science et de l'Environnement dans le premier gouvernement de Vojislav Koštunica. Du 15 mai 2007 au 7 juillet 2008, il a été ministre de l'Énergie et des Mines dans le second gouvernement Koštunica.

## Biographie

### Éducation
Aleksandar Popović a effectué ses études élémentaires à Belgrade puis ses études secondaires dans un lycée de Moscou. De retour en Serbie, il a étudié à la Faculté de chimie de l'université de Belgrade. Au milieu des années 1990, il a poursuivi ses études à Tallahassee, où il a obtenu un master de l'Université de Floride en 1996 , aux États-Unis ; durant ce séjour, il s'est familiarisé avec la culture américaine, appréciant particulièrement la série télévisée Beavis and Butthead. En 2002, il a obtenu un doctorat de la Faculté de chimie de Belgrade, où il fut ensuite assistant.

### Carrière sportive
Aleksandar Popović a fait de l'athlétisme au plus haut niveau, devenant champion national et battant des records dans diverses disciplines.

### Carrière politique
Popović est vice-président du Parti démocratique de Serbie entre 2003 et 2016. Il a été ministre de l'Énergie et des Mines et auparavant ministre des Sciences et de la Protection de l'environnement dans les deux gouvernements de Koštunica entre 2004 et 2008. 